# Bettina Clausen
Bettina Clausen, geb. Feddersen, (* 16. August 1941 in Böhlitz-Ehrenberg, Sachsen; † 9. Mai 2018 in Hamburg) war eine deutsche Literaturwissenschaftlerin. Sie war Professorin an der Universität Hamburg.

## Leben
Als Kind floh Bettina Clausen 1949 mit ihren Eltern und Geschwistern aus der Sowjetischen in die Amerikanische Besatzungszone und ging in Augsburg und Hamburg zur Schule. Mit 16 Jahren nahm sie ein Studium an der Hamburger Musikhochschule auf. 1964 heiratete sie den Soziologen Lars Clausen. Nach siebenjähriger Bühnenpraxis als Schauspielerin unter ihrem Geburtsnamen legte sie die Sonderbegabtenprüfung zur Hochschulreife in Hamburg ab und studierte Literaturwissenschaft und Soziologie an der Universität Hamburg, wo sie 1985 mit einer Arbeit über Leopold Schefer zum Dr. phil. promovierte. Seit 1994 war sie Professorin für Neuere deutsche Literatur an der Universität Hamburg.

## Leistungen
Clausens Forschungsschwerpunkte lagen auf Theorie und Praxis der Narratologie, insbesondere bezogen auf die Erzählkunst der literarischen Avantgarde. Sie lehrte und forschte außerdem zur deutschen Literatur der Gegenwart, der Romantik und der Aufklärung. Zu den von ihr erforschten Autoren zählen vor allem Brigitte Kronauer, Arno Schmidt, Leopold Schefer, E. T. A. Hoffmann, Christoph Martin Wieland und Gotthold Ephraim Lessing.
Seit 2012 war sie vorrangig als Editorin tätig, u. a. zu Ferdinand Tönnies’ Gemeinschaft und Gesellschaft und der Ferdinand Tönnies Gesamtausgabe (FTG). Sie verwaltete die Nachlässe ihrer Schwiegermutter, der Fotografin Rosemarie Clausen, und ihres Ehemannes Lars Clausen.

## Publikationen (Auswahl)

### Monografien
- Leopold-Schefer-Bibliographie. Werk und Rezeption 1799–1985. Bangert & Metzler, Frankfurt am Main 1985, ISBN 3-924147-10-8.
- 1985: (mit Lars Clausen) Zu allem fähig. Versuch einer Sozio-Biographie zum Verständnis des Dichters Leopold Schefer, 2 Bde., Bangert & Metzler. Frankfurt am Main 1985, ISBN 3-924147-09-4.

### Aufsätze
- (mit Harro Segeberg) Automation ohne Sachzwang. Arbeiterschriftsteller, Industriesoziologen und die „Messwarte“. In: Kölner Zeitschrift für Soziologie und Sozialpsychologie, 1977, 29. Jg., H 1, S. 95–117.
- Robin Crusoe oder Der HErr hat eben an Mich geglaubt. Zu einem literarischen Dauermodell. In: Freibeuter, Jg. 9, 1981, S. 101 ff.
- (mit Harro Segeberg) Technik und Naturbeherrschung im Konflikt. Zur Entzerrung einiger Bilder auch über Kleist und Goethe. In: Text & Kontext, (10.1), 1982, S. 47 ff. – Neuabdruck in: Harro Segeberg (Hrsg.): Technik in der Literatur. Suhrkamp, Frankfurt am Main 1987, ISBN 3-518-28255-7, S. 33 ff.
- Völlich correct in Grau. „Die Schule der Atheisten“ in erster Durchsicht. In: Zettelkasten H. 1, 1984, S. 210 ff.
- Völlich correct in Grau. „Die Schule der Atheisten“ in fortgesetzter Lektüre. In: Zettelkasten, H. 3, 1984, S. 34 ff.
- Ideomotorische Vita Nova. Arbeit, Technik und das Paradies in Romanen Eckhard Henscheids. In: Harro Segeberg (Hrsg.): Technik in der Literatur. Suhrkamp, Frankfurt am Main 1987, ISBN 3-518-28255-7, S. 483 ff.
- In dubio pro publico. Kleines Echo auf den Rühmkorfschen Klang. In: Akzente, 1987, 34. Jg., H. 1, S. 41–47.
- Für Anfänger. Als Heino-Jaeger-Hommage. In: Ralf Busch (Hrsg.), Heino Jaeger. Christians, Hamburg 1988 Hamburg, ISBN 3-7672-1072-X, S. 29 ff.
- „Sie kam mir für, wie eine Königinn“. Zur Naturlyrik des Ratsherrn Barthold Heinrich Brockes. In: Inge Stephan, Hans-Gerd Winter (Hrsg.): Hamburg im Zeitalter der Aufklärung. Reimer, Hamburg 1989, ISBN 3-496-00975-6, S. 161 ff.
- Die Metasprache der Struktur. Brigitte Kronauers „Rita Münster“. In: The German Quarterly, 1990, S. 437 ff. – Neuabdruck in: Paul Michael Lützeler (Hrsg.): Spätmoderne und Postmoderne. Fischer TB, Frankfurt am Main 1991, ISBN 3-596-10957-4, S. 157 ff.
- Schriftstellerarbeit um 1825. Autonomes und kopiertes Wert-Verständnis am Muster Wilhelm Hauffs. In: Harro Segeberg (Hrsg.): Vom Wert der Arbeit. Zur literarischen Konstitution des Wertkomplexes "Arbeit" in der deutschen Literatur (1770–1930). Dokumentation einer interdisziplinären Tagung in Hamburg vom 16. bis 18. März 1988 . Niemeyer, Tübingen 1991, ISBN 3-484-35034-2, S. 159 ff.
- Ein staunenswerter Fall, und Aufstieg. Zur Prosa Brigitte Kronauers. In: Merkur, H. 506, 1991, S. 442 ff.
- Metamorphose und Übergang. Zum Avantgardistischen der Verfahren von Arno Schmidt. In: Hefte zur Forschung, H. 1: Vielleicht sind noch andere Wege, Bargfeld (Arno Schmidt Stiftung) 1992, S. 65 ff.
- (mit Karsten Singelmann): Avantgarde heute? In: Klaus Briegleb/Sigrid Weigel (Hrsg.): Gegenwartsliteratur seit 1968 (Hansers Literaturgeschichte der deutschen Literatur vom 16. Jahrhundert bis zur Gegenwart, Bd. 12), Hanser, München 1992, ISBN 3-446-12787-9, S. 455 ff.
- Der Heimkehrerroman. In: Mittelweg 36, Jg. 5, 1992/93, S. 57 ff.
- Schiffbruch im Salon (zu einem Seestück von Iwan Konstantinowitsch Aiwasowski). In: Der Rabe, Nr. 39, 1994, S. 111 ff.
- „‚Tautra‘ usw.“ Beobachtungen zu Arno Schmidts frühem PHAROS In: Hefte zur Forschung. H. 2: Teiche zwischen Nord- und Südmeer, Bargfeld (Arno-Schmidt-Stiftung) 1994, S. 31 ff.
- „Ein Leben für die Wissenschaft“. Zu einem Modell des Schriftstellers, Versicherungsmathematikers und Wahrscheinlichkeitstheoretikers Leo Perutz: „Der Tag ohne Abend“ (1925). In: Wissenschaftszentrum Berlin (Hrsg.): New Science und Alte Dichtung? Berlin 1994.
- Vom Fabrizieren ungeheuerlicher Vorfälle. Schriftsteller zum Wiederlesen: Ror Wolf. In: Handelsblatt vom 24. März 1995.
- Rückläufige Jugend. Bemerkungen zu Borchert und zum frühen Borchert-Erfolg. In: Gordon Burgess, Hans Gerd Winkler (Hrsg.): „Pack das Leben bei den Haaren“. Wolfgang Borchert in neuer Sicht. Dölling und Galitz, Hamburg 1996, ISBN 3-930802-33-3, S. 224 ff.
- Der Koitus im Werk. Zur Metaphernlage. In: Hefte zur Forschung 5, Bargfeld (Arno-Schmidt-Stiftung) 1998, S. 53 ff.
- Privatprosaische Selbstverständigung. Arno Schmidt mit seinem Capriccio „Tina oder über die Unsterblichkeit“. In: Bargfelder Bote, Lieferung 234–236, 1998, S. 48 ff.
- Brigitte Kronauer. In: Frank Rainer Max, Christine Ruhrberg (Hrsg.): Reclams Romanlexikon, Bd. 5: 20. Jahrhundert III. Reclam, Stuttgart 2000, ISBN 3-15-010474-2. S. 329 ff.

### Herausgaben
- (mit Lars Clausen) Spektrum der Literatur. Bertelsmann Lexikon Verlag, Gütersloh 1975, ISBN 3-570-08935-5, zahlreiche überarbeitete Auflagen bis zur 15., 1990.
- (mit Harro Segeberg) Soziale Maschinen. Literarische und soziologische Texte zu Industriearbeit und Technik. 2 Bd., J.B. Metzler, Stuttgart 1979, ISBN 3-476-30093-5.
- Leopold Schefer: Dreizehn Gedichte und Lieder. Zum 200. Geburtstag des Muskauer Dichters am 30. Juli 1984. Bangert & Metzler, Frankfurt am Main 1984, ISBN 3-924147-08-6.
- Materialien zum Roman von Ernst-Jürgen Dreyer. In: Ernst-Jürgen Dreyer, Die Spaltung. Bd. 2, Stromfeld, Frankfurt am Main 2001, ISBN 3-87877-771-X.
- (mit Thomas Kopfermann und Uta Kutter) Literarisches Portrait Brigitte Kronauer. Mit zwei Erzählungen von Brigitte Kronauer. Verein der Freunde der Akademie für Gesprochenes Wort, Stuttgart 2004
- Lars Clausen, Meine Einführung in die Soziologie. 15 Vorlesungen in freier Rede. Hrsg. mit Jan-Frederik Bandel und Klaus R. Schroeter. Stroemfeld, Frankfurt am Main 2015, ISBN 978-3-86600-245-6.
- (mit Dieter Haselbach) Ferdinand Tönnies Gesamtausgabe Band 2: Gemeinschaft und Gesellschaft. 1880–1935, De Gruyter, Berlin/New York 2019.